# Монотерпени
Монотерпени — природні вуглеводні, утворені поєднанням двох ізопренових фрагментів і, відповідно, зі спільною формулою C10H16.
Терпеноїди — кисневі похідні монотерпенів — називаються монотерпеноїдами.

## Структура та властивості
За структурою монотерпени поділять на дві великі групи: ациклічні, з відкритим вуглецевим ланцюгом (наприклад, мірцен, оцимен) і циклічні, які можуть містити як один цикл (лімонен), так і кілька (фенхени, пінени); деякі біциклічні монотерпени містять циклопропанові цикли (сабінен).

## Знаходження в природі
Монотерпени та монотерпеноїди — основні компоненти багатьох ефірних олій, у хвойних монотерпени є основними компонентами леткої фракції живиці — скипидару.
Серед них найпоширеніші пінени (скипидар із сосни звичайної Pinus sylvestris містить до 78 % піненів) та лімонен (до 90 % у ефірних оліях цитрусових). Вони мають антисептичну, болезаспокійливу та зігрівальну для шкіри дію, але за тривалого використання викликають подразнення шкіри та слизових оболонок.
Монотерпени зустрічаються в багатьох ефірних оліях, наприклад: камфен у олії ялівцю, петигрейн у олії сосни тощо; дипентен у олії бергамоту, коріандру, солодкого кропу, лимона тощо; лімонен у олії бергамоту, кмину, моркви, солодкого кропу, лимона, неролі, апельсина тощо; пінен в олії коріандру, кипариса, евкаліпта, солодкого кропу, сосни, розмарину тощо; сильвестрен у олії кипариса, сосни та в багатьох інших деревних оліях.